# Зульфия
Зульфия́ (перс. زلفيه‎) — распространённое в исламских странах женское имя персидского происхождения; в переводе означает «кудрявая», «с локонами» (от перс. زلف‎ zolf — локон). В переносном значении означает «обаятельная», «красивая». У лезгин употребляется в форме Зульфи.